# Christof Unterberger
Christof Unterberger (* 28. Oktober 1970 in Bregenz) ist ein österreichischer Cellist und Komponist.

## Ausbildung
Unterberger erhielt seinen ersten Cellounterricht am Grazer Konservatorium und später an der Grazer Musikhochschule bei H. Posch und R. Leopold. Es folgten Meisterkurse bei Phillipe Muller und Paul Tortelier. Von 1991 bis 1995 studierte er am Pariser Konservatorium bei Klaus Heitz und anschließend bei Phillipe Muller, bei dem er das Konzertdiplom abschloss.

## Berufliche Tätigkeiten
Unterberger ist als Solist und Kammermusiker im In- und Ausland tätig, er spielte als Solist unter Fabio Luisi Beethovens Tripelkonzert, weiters folgten Auftritte mit den Konzerten von Haydn, Vivaldi,  Monn (Schönberg), Saint-Saens und Tschaikowsky. Er ist Solocellist der Wiener Kammerphilharmonie, des Wiener Schubert Ensembles, der Wiener Kammeroper und des Ensemble Reconsil Wien.
Seit kürzerer Zeit beschäftigt sich Christof Unterberger mit Stilrichtungen abseits der Klassik, Auftritte mit dem Kenny Werner Trio, Arkady Shilkloper, Alexander Wagendristel und dem Sänger Marque führen in die Welt des Jazz und Pop. Zudem ist er sowohl als Komponist für das Ensemble Reconsil Wien als auch als für Filmmusik tätig.
Seit 2008 ist Christof Unterberger Mitglied des Quartetts von Ulrich Drechsler.

## Privates
Christof Unterberger lebt mit seiner Frau und seinen beiden Söhnen in Wien.

## Diskographie
Alben
- 2014: Terminal Rage (Original Soundtrack)
- 2015: Very Christmas Music

## Filmografie (Auswahl)
- 2005: Stabat (Kurzfilm): Filmmusik und Interpret
- 2007: I Love In You
- 2011: Un nuovo Regno

2014
- Scarlet Heart 2 (gemeinsam mit mehreren anderen Komponisten)
- Delete Lovers
- Iceman: Der Krieger aus dem Eis (Bing feng: Chong sheng zhi men)
- Universum History (Fernsehserie), Folge: Maximilian von Mexiko – Der Traum vom Herrschen: Filmmusik.[1]

2015
- Steve Jobs (Official Trailer)
- Universum History (Fernsehserie), Folge: Stadt der Gladiatoren – Carnuntum: Filmmusik
- Die Ringstraße – Trilogie eines Boulevards: Wie Wien zur Weltstadt wurde
- Die Ringstraße – Trilogie eines Boulevards: Boulevard der Paläste
- Die Ringstraße – Trilogie eines Boulevards: Menschen auf der Ringstraße

## Auszeichnungen
- 2006:  Moondance Columbine Award 2006 in der Kategorie best film score für Musik zum Kurzfilm Stabat[2][3]
- 2007: 2. Platz bei Peter Gabriels Remix Competition
- 2009: 2. Platz beim Wiener Filmmusikpreis[4]
- 2010: Gewinner des Wiener Filmmusikpreis[5]

Zudem erhielt er beim Internationalen Dervio Film Festival in Italien die Auszeichnung Miglior colonna sonora (bester Soundtrack).